# Lachy śląskie

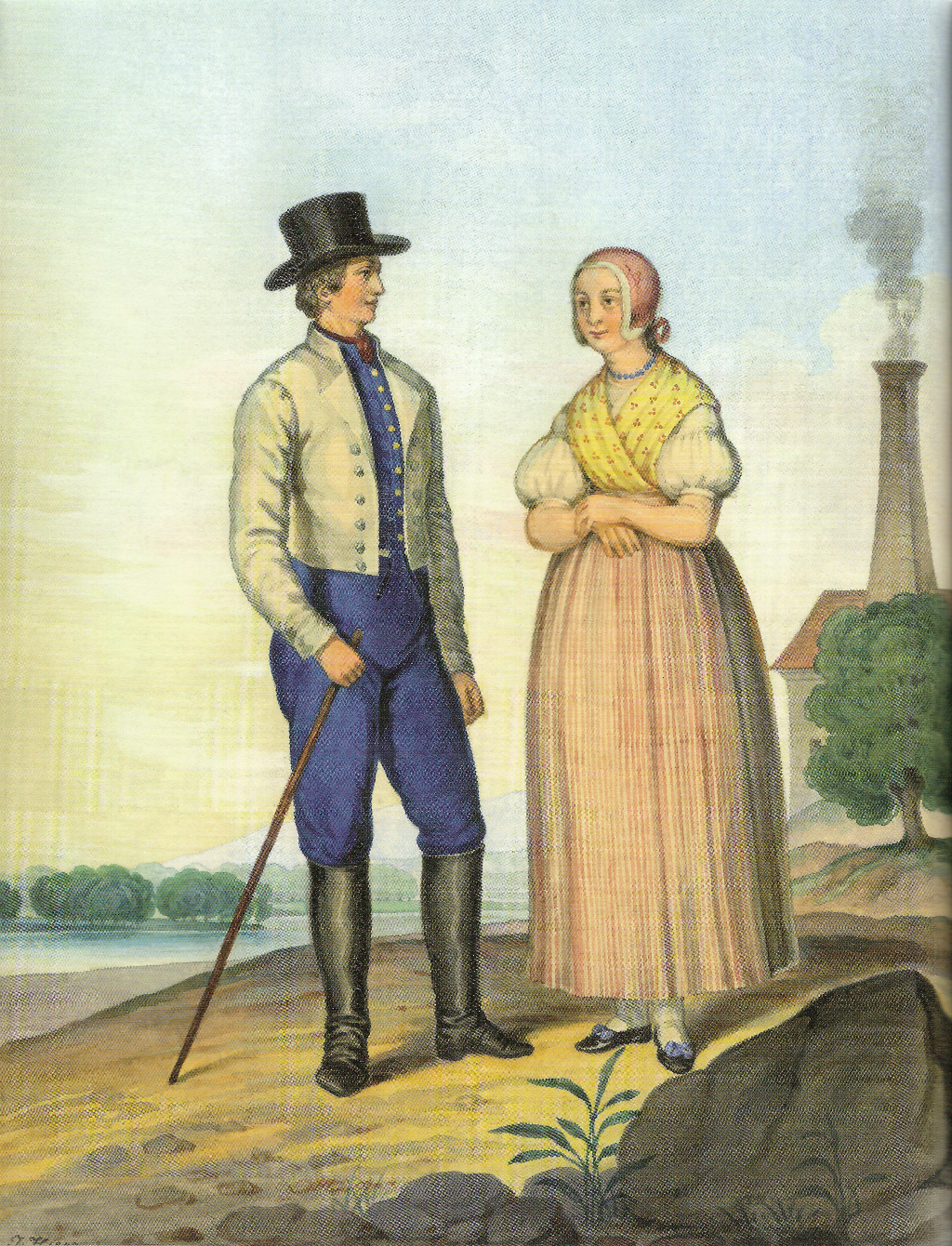
Akwarela z 1847 przedstawiająca włościan z okolic Frysztatu i Karwiny

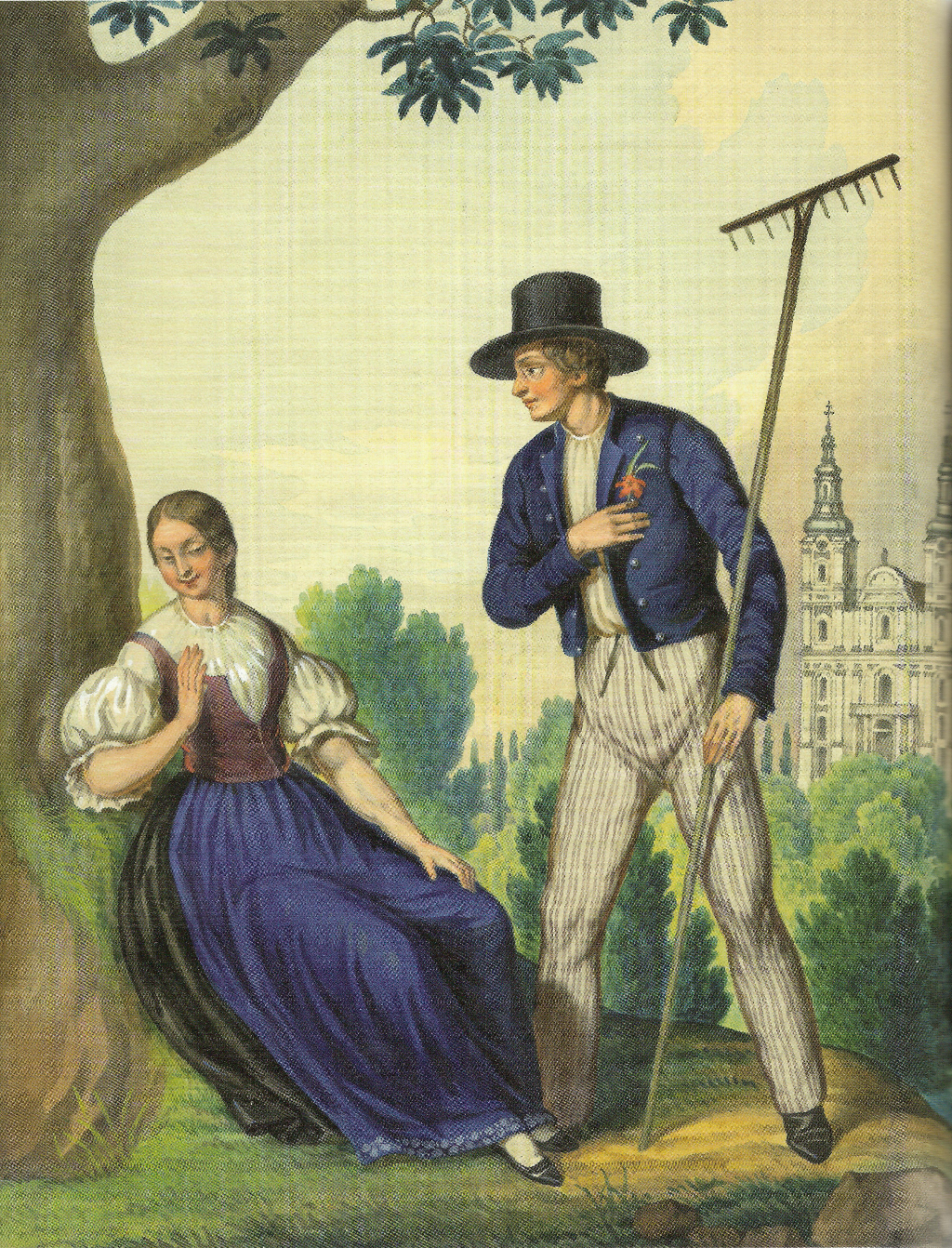
Włościanie z okolic Frydka (1846)

Lachy śląskie lub Lasi śląscy (Dolanie, Dólanie, cz. slezští Laši) – grupa etnograficzna ludności polskiej zamieszkująca obszar Śląska Cieszyńskiego na północny zachód od Wałachów śląskich. Obszar etnograficzny nie jest związany z granicami językowymi, ponieważ obie grupy – Wałasi i Lachy – zamieszkują także tereny dalej na zachodzie.
Lachy śląskie zamieszkują południowo-zachodni fragment powiatu wodzisławskiego i raciborskiego.
Nazwa Lachy jest jeszcze bardziej rozpowszechniona. Na polskim Podkarpaciu i w Małopolsce jest używana dla określenia szeregu grup etnograficznych pośrednich pomiędzy Góralami a ludnością ściśle nizinną, np. Lachy Sądeckie, a jej pochodzenie zdaniem wielu wywodzi się od wschodniosłowiańskiego określenia na Polaków. Najdalej na zachód wysuniętą grupą etnograficzną, która posługiwała się wschodniosłowiańskim dialektami byli Łemkowie, ale w wyniku tych samych procesów kolonizacyjnych osiedlone zostały obszary zachodnich Karpatów aż do Wołoszczyzny Morawskiej na południe od Laska (krainy morawskojęzycznych Lachów).
Pod koniec XIX wieku na terenach zamieszkiwanych przez Lachów śląskich miał miejsce rozwój przemysłu. W jego wyniku dawne wsie laskie przekształcały się w miasteczka i miasta. Życie codzienne Lachów przyjmowało miejski charakter. Zanikały wtedy także niektóre rzemiosła.
Lachy posiadali swój własny strój ludowy.